# بازی‌های ممنوعه
بازی‌های ممنوعه (فرانسوی: Jeux interdits‎) فیلمی در ژانر جنگی و درام به کارگردانی رنه کلمان است که در سال ۱۹۵۲ منتشر شد. از بازیگران آن می‌توان به بریژیت فوسی اشاره کرد.این فیلم همچنین جایزه اسکار بهترین فیلم خارجی زبان را گرفت.